# Spoils of War
Spoils of War est un jeu vidéo de type wargame développé par German Design Group et publié sur Amiga et IBM PC en 1992, par RAW Entertainment aux États-Unis et par Internecine en Europe. Le jeu se déroule à l’époque des grandes découvertes dans un monde fictif. Le joueur doit administrer et développer ses colonies, en créer ou en conquérir de nouvelles et les défendre contre les attaques de ses adversaires. Pour gérer ses colonies et ses armées, le joueur s’appuie sur des gouverneurs, des amiraux et des généraux qu’il peut recruter en fonction des tâches à accomplir. Ces derniers sont caractérisés dans différents domaine, comme l’exploration, l’administration, les combats ou le transport naval. Pour mener à bien leurs objectifs, le joueur doit leur confier du matériel et des hommes, comme des navires, des ingénieurs, des colons, des dépôts ou des troupes. Le jeu se déroule au tour par tour sur une carte stratégique ou apparaissent les différentes colonies et les armées des joueurs. Lorsqu’une armée attaque une colonie ou une armée adverse, le jeu bascule sur une carte tactique où les joueurs contrôles leurs unités ou leurs navires.

## Accueil
| Spoils of War |      |       |
| Média         | Pays | Notes |
| Amiga Power   | GB   | 45 %  |
| CU Amiga      | GB   | 82 %  |
| The One Amiga | GB   | 48 %  |